# СУ-152П
СУ-152П (Объект 116) — советская опытная 152-мм самоходная артиллерийская установка, разрабатывавшаяся в 1946-1949 гг. в КБ Свердловского машиностроительного завода «Уралтрансмаш».  Главный конструктор проекта — Г. С. Ефимов. Серийно не производилась.

## История создания
В 1946 году под руководством Г. С. Ефимова в конструкторском бюро Свердловского машиностроительного завода «Уралтрансмаш» был завершён эскизный проект 152-мм САУ СУ-152П. Пушку М-53 разработало специальное конструкторское бюро пермского «Мотовилихинского завода».
В сентябре 1948 года был изготовлен опытный образец. В 1949 году были окончены Государственные испытания, после которых был выявлен ряд конструктивных недостатков. На вооружение машина принята не была.

## Описание конструкции
Самоходная артиллерийская установка СУ-152П сконструирована с открытой установкой орудия.

### Броневой корпус и башня
В кормовой части находится боевое отделение установки. Корпус сделан из броневых катаных листов. Спереди находится трансмиссионное отделение.

### Вооружение
В качестве основного орудия использовалась 152-мм пушка М-53, которая изначально была предназначена для полузакрытой САУ СУ-1. Применять её предполагалось как противотанковую и как штурмовую. Пушка установлена на тумбу и оснащена механизмом облегчения заряжания. Для уменьшения усилия на борт при поворотах, пушка была установлена на роликовый погон.
Ствол орудия моноблочный, с дульным тормозом щелевого типа. Эффективность дульного тормоза 55%. Затвор полуавтоматический горизонтально-клиновой. Досылание снаряда производилось с помощью механического пружинного устройства, а гильзы с полным и уменьшенным переменным зарядом досылались вручную. Горизонтальное наведение орудия осуществлялось электроприводом.

### Ходовая часть
Пушку М-53 предполагалось разместить на специально сконструированном шасси. В качестве базы было выбрано шасси САУ СУ-100П. Длина шасси была увеличена и добавлен дополнительный опорный каток.

## Сохранившиеся экземпляры
На сегодняшний день сохранившийся опытный экземпляр находится в Танковом музее г. Кубинка.